# Kenny Otigba
Kenneth (Kenny) Karim Otigba  (Kaduna, 29 augustus 1992) is een Hongaars/Nigeriaans voetballer die als verdediger uitkomt voor Vasas SC Boedapest uit Hongarije 

## Carrière
Hij werd geboren in Nigeria en verhuisde in 2000 naar Siófok, Hongarije.
Op 16-jarige leeftijd verliet Otigba Hongarije om in Nederland te gaan spelen bij sc Heerenveen. Deze overstap komt voort uit een samenwerkingsverband dat Heerenveen had met de voormalige club. Hoewel hij in het B-elftal instroomt maakt hij al snel een goede indruk op de club en de fans. Het duurt daarom ook niet lang voordat hij doorstroomt naar het beloften elftal. Bij de beloften viel hij op om zijn fysieke kracht, dit was voor Marco van Basten een reden om hem bij het eerste elftal te halen. Op 16 december 2012 maakte hij uiteindelijk zijn debuut in het eerste van Heerenveen. Dit was in de wedstrijd tegen FC Utrecht, die met 3–1 verloren werd. In totaal kwam Otigba dat seizoen tot drie wedstrijden. In het seizoen 2016/17 wordt Otigba verhuurd aan het Turkse Kasımpaşa SK dat tevens een optie tot koop bedong.
Door zijn dubbele nationaliteit kan Otigba voor zowel Hongarije als Nigeria uitkomen. Tot op heden heeft hij enkel wedstrijden voor het eerstgenoemde land gespeeld. Hij debuteerde op 22 september 2008 voor Hongarije onder 17 in het duel met Georgië, een kwalificatiewedstrijd voor het Europees kampioenschap onder 17. Totaal speelde Otigba zes keer voor dit vertegenwoordigende elftal. Daarna speelde hij één duel voor onder 19. In 2012 debuteerde hij in Hongarije onder 21.
In de zomer van 2017 werd hij door de Friese club verkocht aan Ferencváros.

## Carrièrestatistieken
| Seizoen                     | Club            | Competitie      | Competitie | Competitie | Beker | Beker | Internationaal | Internationaal | Overig | Overig | Totaal | Totaal |
| Seizoen                     | Club            | Competitie      | Wed.       | Dlp.       | Wed.  | Dlp.  | Wed.           | Dlp.           | Wed.   | Dlp.   | Wed.   | Dlp.   |
| --------------------------- | --------------- | --------------- | ---------- | ---------- | ----- | ----- | -------------- | -------------- | ------ | ------ | ------ | ------ |
| 2012/13                     | sc Heerenveen   | Eredivisie      | 4          | 0          | 1     | 0     | 0              | 0              | 1      | 0      | 6      | 0      |
| 2013/14                     | sc Heerenveen   | Eredivisie      | 25         | 5          | 3     | 0     | 0              | 0              | 1      | 0      | 29     | 5      |
| 2014/15                     | sc Heerenveen   | Eredivisie      | 28         | 0          | 1     | 0     | 0              | 0              | 4      | 0      | 33     | 0      |
| 2015/16                     | sc Heerenveen   | Eredivisie      | 25         | 3          | 3     | 0     | 0              | 0              | 0      | 0      | 28     | 2      |
| Carrière totaal             | Carrière totaal | Carrière totaal | 82         | 8          | 8     | 0     | 0              | 0              | 6      | 0      | 88     | 7      |
| Bijgewerkt op 29 maart 2016 |                 |                 |            |            |       |       |                |                |        |        |        |        |